# Papillaria flexilis
Papillaria flexilis là một loài Rêu trong họ Meteoriaceae. Loài này được (Hampe) A. Jaeger miêu tả khoa học đầu tiên năm 1877.